# Geerenberg
De Geerenberg is een heuvel in de gemeente Utrechtse Heuvelrug in de Nederlandse provincie Utrecht. De heuvel ligt ten noordoosten van Leersum en ten noordwesten van Amerongen en maakt deel uit van de stuwwal Utrechtse Heuvelrug. In het oosten ligt de Zuilensteinse Berg en in het westen liggen de Leersumse Berg, de Lombokheuvel en de Donderberg. De heuvel ligt net als de Zuilensteinse Berg in het Zuilensteinse Bos en wordt ook wel tot de Zuilensteinse Berg gerekend.
De heuvel is ongeveer 45 meter hoog.
Op de Geerenberg zijn er in de prehistorie de zogenaamde grafheuvels op de Zuilensteinse Kop opgeworpen.

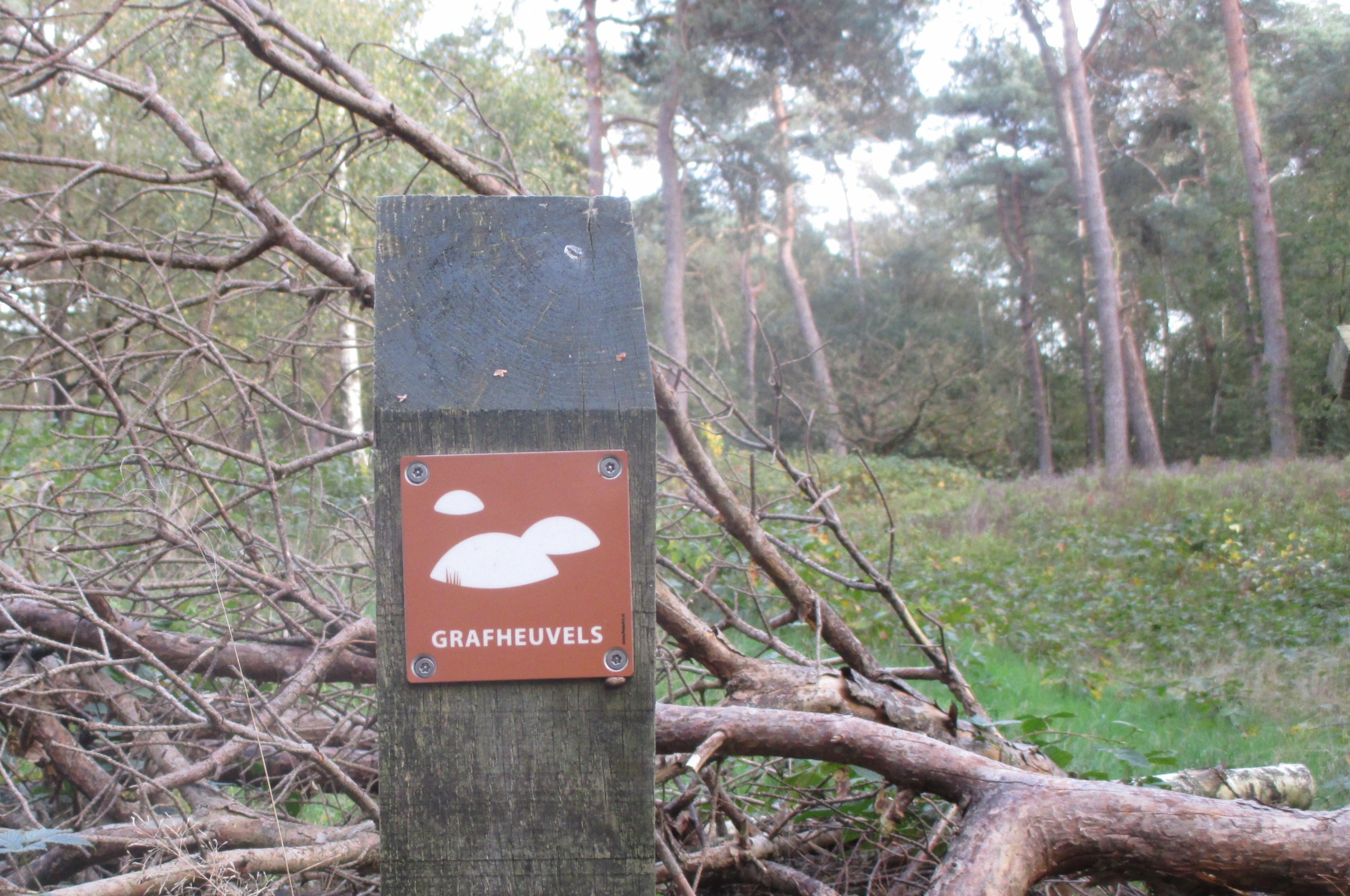
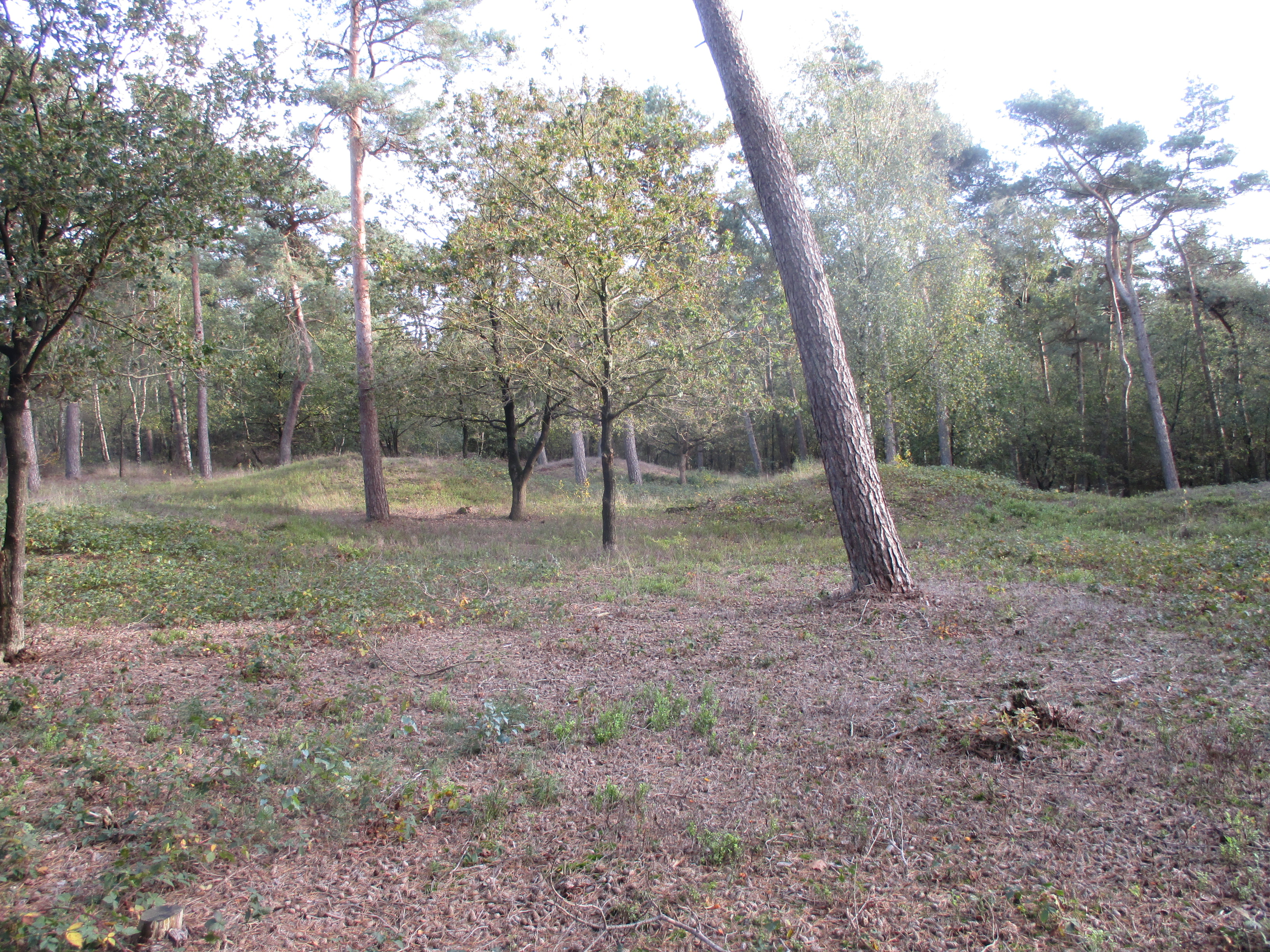
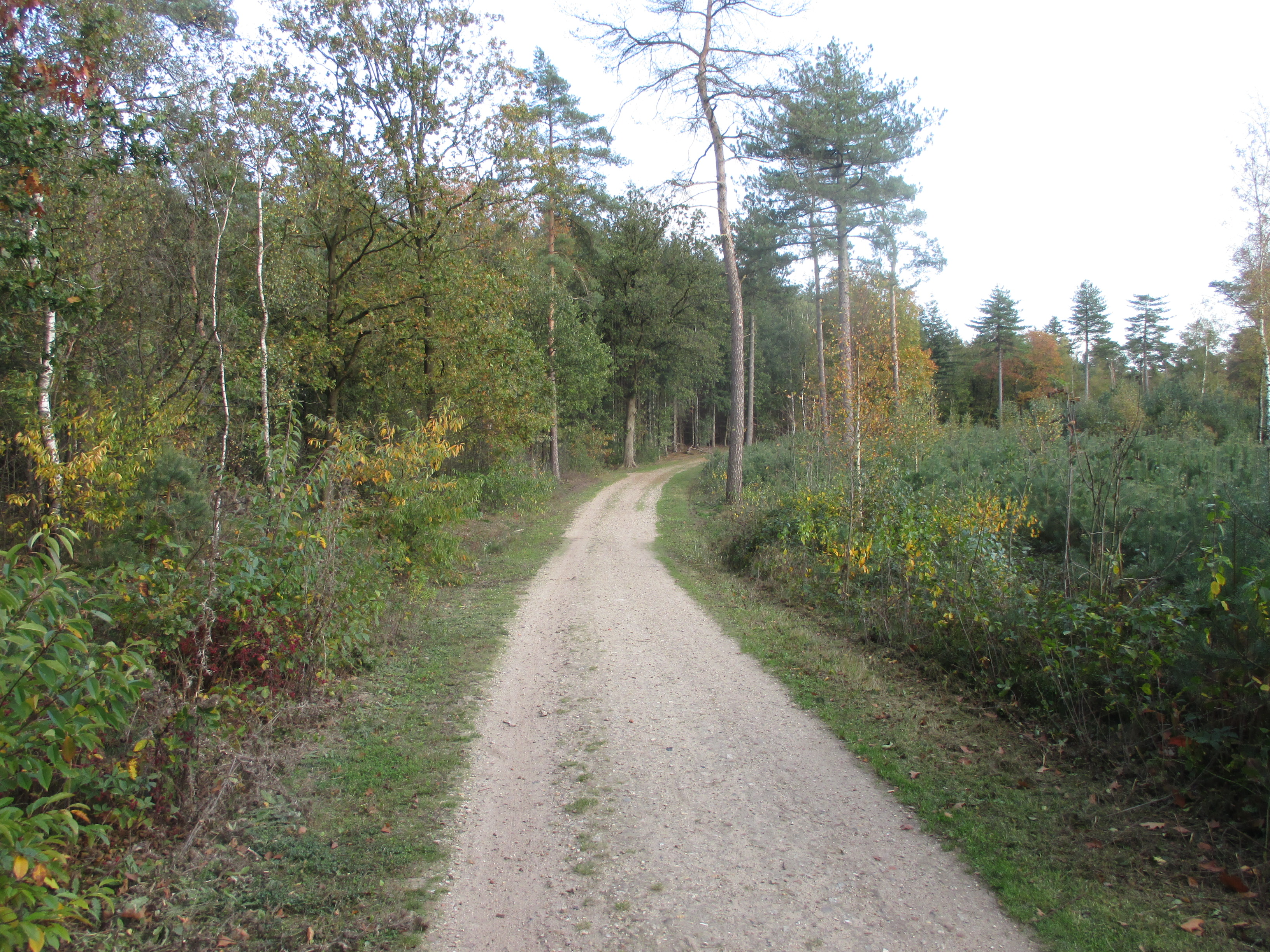